# رادار سرعة أرضي
رادار السرعة الأرضي (بالإنجليزية: Ground Speed Radar)‏ هو وسيلة غير ميكانيكية لقياس سرعة مركبة ما، حيث يطلق حسّاس السرعة شعاع راداري في اتجاه الأرض ويقيس تأثير دوبلر للشعاع المرتد. ترسل هذه الإشارات أو المعلومات إلى وحدة التحكم في المحرك وعليها تحسب سرعة المركبة.